# 圣马蒂纽-迪萨尔多拉
圣马蒂纽-迪萨尔多拉是葡萄牙阿威罗区的一个堂区。总面积3.75平方公里，总人口1931人，人口密度514.9人/平方公里。